# Oleski
Oleski (ukárnul: Оле́шки) város Ukrajna Herszoni területének a Herszoni járásában. A település  Oleski községhez tartozik. A település neve 1928–2016 között Cjurupinszk volt. A Dnyeper bal partján, annak alsó folyásánál, a folyótól kb. 3 km-re, a Konka folyó mellett fekszik. A település a Herszoni terület és Dél-Ukrajna legrégebbi települései közé tartozik. Becsült népessége 2022-ben 24 124 fő volt. A város közelében található Európa második legnagyobb területű sivataga, az Oleski homoksivatag. A város a Herszoni agglomeráció része. A szovjet időszakban voltak olyan tervek, hogy a települést Herszonhoz csatolják.

## Története
A mai település helyén a 11–13. században létezett egy Olessja nevű kereskedőváros, amely a Dnyeper alsó folyásánál a Kijevi Rusz egyik erődítése volt. ezt később a tatár (mongol) hadjáratokban megsemmisült. 1711–1728 között az Oleski szics nevű kozák tábor állt ott, így ezt az időszakot tekintik napjainkban a város alapítási idejének.
A település 1802-től 1920-ig az Orosz Birodalom Tavrijai kormányzóságának Dnyeperi járásához tartozott. Ebben az időszakban a település neve oroszos formában Aljoski volt. 1893. július 26-án hagyták jóvá Oleski címerét, amely egy kozák gályát ábrázol, a pajzs bal felső sarkában pedig a Tavrijai kormányzóság címere található. Az 1897-es első oroszországi népszámlálás idején a településen 8999 fő élt, ennek 69 %-a orosz, 22 %-a ukrán, 8 %-a zsidó származású volt.
A szovjet időszakban, 1928-ban a települést az ott született bolsevik forradalmárról, Alkeszandr Cjurpáról Cjurupinszkoje (ukránul: Cjurupinszke) névre keresztelték. 1938-ban városi jellegű település rangot kapott. A második világháború alatt, 1941-ben német megszállás alá került. A szovjet hadsereg 1943. november 4-én foglalta vissza a települést.
1956-ban a település városi rangot kapott, a neve ekkortól Cjurupinszk volt.
2016. május 19-én az Ukrán Legfelsőbb Tanács a dekommunizációs folyamat részeként visszaállította a település történelmi nevét.
2020. július 18-ig a város az Oleski járás székhelye volt. Akkor az ukrajnai közigazgatási reform során megszűnt az Oleski járás, amelyet a Herszoni járásba olvasztottak. 2020 júniusában létrejött az akkor 38 313 lakosú Oleski község, amelyhez Oleski városon kívül további 12 település csatlakozott. A község önkormányzati szerve az Oleski Városi Tanács.
Az Ukrajna elleni 2022-es orosz invázió során a város 2022. február végén került orosz megszállás alá. Március 8-án a megszálló oroszok elleni nagyszabású tüntetés zajlott a városban. Az orosz–ukrán háború során több ukrán támadás is érte a városban állomásozó orosz megszálló erőket. Az ukrán hadsereg szeptemberben megsemmisített egy lőszer- és felszerelésraktárt, november 20-án pedig csapást mért a helyi stadion területén állomásozó  orosz erőkre.